# Briología

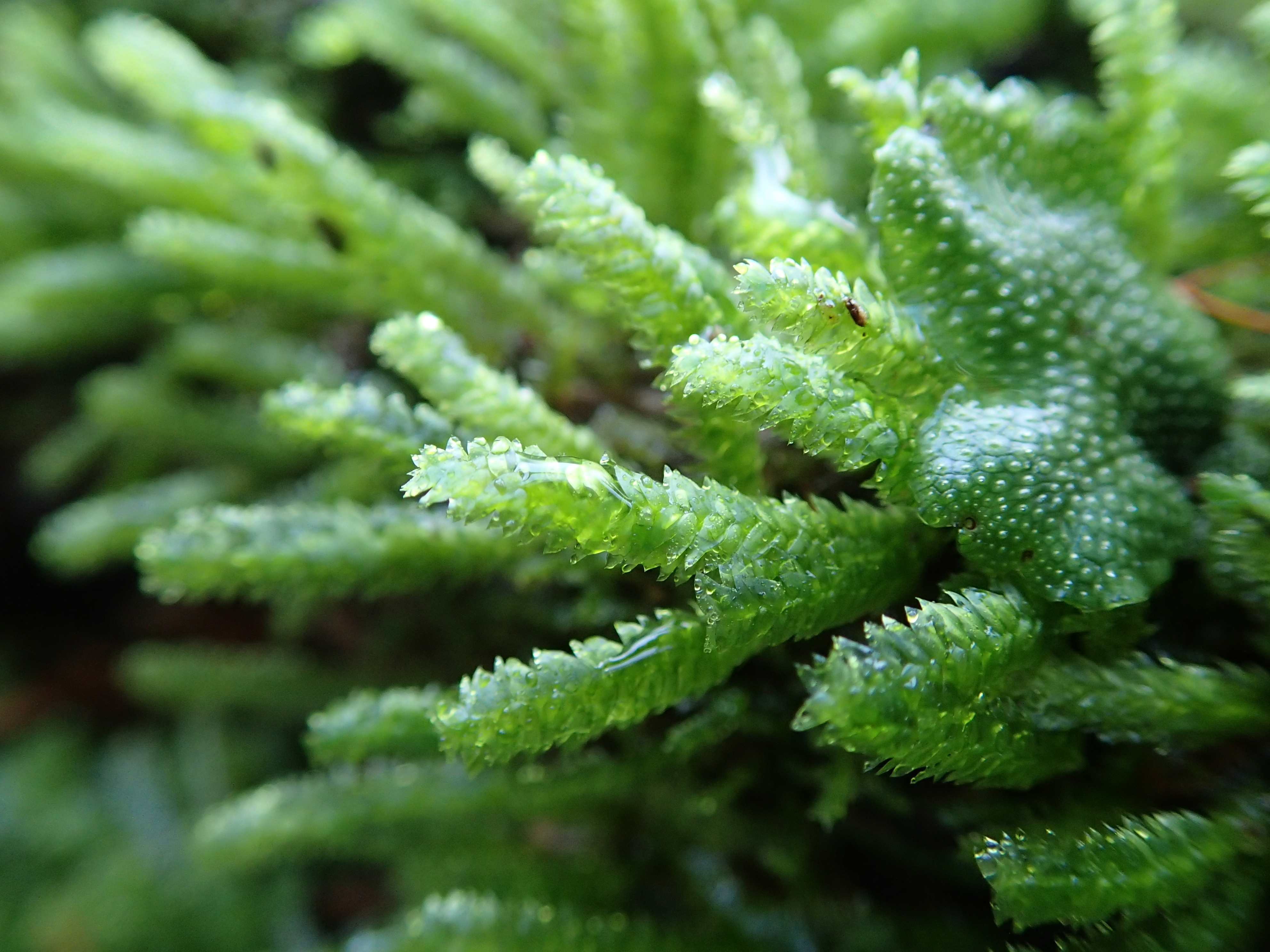
Briofitas comunes encontradas en el centro de Japón

La briología (del griego bruon, musgo) es una rama de la botánica consagrada al estudio de los briofitas (vulgarmente,  musgos), que reagrupan:
1. Los musgos, en sentido estricto.
2. Las antóceras.
3. Las hepáticas.

Se distingue la briología genética, que se practica exclusivamente en el laboratorio, de la briología de campo. Los briólogos suelen ser botánicos que tienen un interés activo en observar, registrar, clasificar o investigar las briófitas. El campo a menudo se estudia junto con la liquenología debido a la apariencia similar y al nicho ecológico de los dos organismos, a pesar de que las briófitas y los líquenes no están clasificados en el mismo reino.

## Historia
Conocidas y utilizadas desde tiempos inmemoriales, las briófitas no fueron objeto de atención especial hasta finales del siglo XVIII, cuando los musgos se convirtieron en un pasatiempo para los ricos o los naturalistas. El único trabajo dedicado exclusivamente a los musgos antes de ese momento fue la Historia muscorum de Dillenius, que había sido profesor en  Oxford, publicada en 1741. En los siglos anteriores, las briofitas, como otras criptogamas (taxones que ahora no son válidos, incluidas las algas, los líquenes, los helechos), fueron de hecho poco estudiadas dado su pequeño tamaño, a que su órgano reproductor no era visible y a la falta de beneficios que el hombre podía obtener de ellos. Grupo poco conocido y a menudo descuidado en los inventarios naturalistas, el estudio de la brioflora no interesaba a los botánicos: las floras locales que popularizó la briología no se desarrollaron hasta el siglo XIX.
Johannes Hedwig, «padre de la briología», aclaró el sistema reproductivo de los musgos  (Fundamentum historiae naturalist muscorum) gracias al desarrollo de la microscopía óptica y estableció la primera taxonomía en 1782, convirtiéndolo en un todo verdaderamente natural, subdividido en Musci frondosi  (musgos) y Musci hepatici (hepáticas). En 1789, Jussieu propuso una clasificación natural en su  Genera plantarum, y fue el primero en utilizar el término de musgo (mousse) para representar este conjunto que clasificó entre las «plantas sin flores», con los Fungi (hongos), Algae  (algas) y Filices (helechos). El término briofita (Bryophyte) fue acuñado en 1864 por el botánico alemán Alexander Braun, que encierra dos palabras griegas, bryo que significa musgo y  phytos  que significa planta. Su colega Schimper, autor principal de la  Bryologia europaea publicada entre 1835 y 1856, un trabajo de referencia para la nomenclatura de especies, las clasificó en 1879 en un grupo específico dentro del reino vegetal.
En Francia, el botánico Pierre Tranquille Husnot fundó en 1874 la  Revue Bryologique, la primera publicación periódica dedicada a las briófitas. Los estudios briológicos actualmente cubren diferentes áreas: florística (estudio de la brioflora), uso de herramientas moleculares y de la genética de poblaciones, enfoque ecológico (musgos como bioindicadores)...
Si bien son parte del patrimonio natural que genera servicios ecosistémicos e incluso en lugares donde hay poca cobertura muscular, la briodiversidad es importante, aunque el público en general sigue desconociendo a las briófitas, beneficiándose la briología solo de una difusión confidencial.

## Investigación
Las investigaciones en este campo incluyen la sistemática, el estudio delos musgos como bioindicadores, la secuenciación del ADN y su interdependencia con otras especies de plantas y de animales. Entre otras cosas, los científicos han descubierto briófitas parásitas como  Cryptothallus y hepáticas potencialmente carnívoras como Colura zoophaga  y Pleurozia. 
Las clasificaciones filogenéticas recientes incluyen a las briófitas en el taxón monofilético de embriofitas, plantas terrestres que comprenden «criptogamas» (briofitas y pteridofitas).
La sistemática filogenética sugiere que las briófitas que colonizaron el continente representan el vínculo entre un grupo de algas evolucionadas, las Characeae y las  plantas vasculares. También se ha encontrado que las briófitas forman un grupo parafilético (la monofilia o polifilia de este taxón ha sido discutida durante mucho tiempo), abandonada por los cladistas pero mantenida como un grado evolutivo por los  sistemáticos evolutivos. Se compone de tres filos, los Marchantiophytas (hepáticos), los Bryophytes s.s. (musgo, esfagno) y Anthocerotophytas (antóceras).
La Universidad de Bonn, en Alemania, la Universidad de Helsinki, en Finlandia, y el Jardín Botánico de Nueva York, son importantes centros de investigación en briología.

## Notables briologistas
- Heinrich Christian Funck (1771-1839)
- Robert Kaye Greville (1794-1866)
- Miles Joseph Berkeley (1803-1889)
- Guillaume Philippe Schimper (1808-1880), botánico francés del XIX, especialista en musgos.
- Wilhelm Theodor Gümbel (1812-1858)
- Carl Friedrich Warnstorf (1837-1921)
- Pierre Tranquille Husnot (1840-1929), botánico francés, fundador de la Revue bryologique en 1874.
- Elizabeth Gertrude Britton (1858-1934)
- Margaret Sibella Brown (1866-1961)
- Mary S. Taylor (n. 1885-?)
- Inez M. Haring (1875-1968)
- Hiroshi Inoue (1932-1989)